# Кушнірчук Кіндрат Іванович
Кушнірчук Кіндрат Іванович  (21 вересня1899, Яцковичі, Овруцький район, Житомирська область, Україна — 16 червня 1991, Полтава, Україна) — український історик, освітянин, музеєзнавець.

## Життєпис
Кіндрат Іванович Кушнірчук народився 21 вересня 1899 р. в с. Яцковичі на Житомирщині. У 1917 р. закінчив церковно-учительську семінарію. З 1917 по 1925 р. працював учителем і директором шкіл на Житомирщині. У 1929 р. закінчив історичне відділення Київського інституту народної освіти, був учнем відомого історика О.В. Оглоблина. Деякі[хто?] представники радянського музеєзнавства вважали, що Музей Слобідської України в Харкові був створений націоналістами по замовленню націоналістів, тому в 1929 р. було ухвалено рішення про звільнення з музею колишньої директорки Р.С. Данковської, а сам заклад реорганізували у Всеукраїнський історичний музей. Новим директором музею був призначений Кіндрат Іванович Кушнірчук. Радянська влада покладала надії на те, що новий директор перетворить музей з т.з. «націоналістичного» на справжній соціалістичний. Він очолював Всеукраїнський історичний музей у Харкові з 1929 по 1931 рр. З 1929 по 1930 рр. паралельно з роботою в музеї працював викладачем історії України, а з 1930 по 1932 рр. завідувачем кафедри історії СРСР і України в Харківському педагогічному інституті. У 1932 р. К.І. Кушнірчук закінчив аспірантуру на кафедрі Історії СРСР Харківського інституту народної освіти, працював доцентом на кафедрі з 1932 по 1934 рр. У 1934 р., після самогубства М.О. Скрипника, К.І. Кушнірчука звинуватили у «скрипниківщині», виключили з комуністичної партії та позбавли звання доцента. З 1934 по 1937 рр. викладав історію та географію в с. Страхолісся на Київщині. В 1937 р. арештований та позбавлений волі на 10 років, працював на будівництві Куйбишевської ГЕС. У 1941 р. достроково звільнений, реабілітований у 1942 р. З 1941 по 1943 рр. працював у с. Чишми в Башкирії. З 1944 по 1952 рр. працював у Полтавському інституті вдосконалення кваліфікації вчителів. Паралельно з 1946 по 1949 рр. працював старшим викладачем на кафедрі історії СРСР в Полтавському педагогічному інституті. У 1947 р. написав, але не захистив дисертацію «Етногенезис східнослов’янських народів і походження Київської держави». З 1952 р і до виходу на пенсію працював у кількох школах Полтави. Помер 16 червня 1991 р. у Полтаві.

## Нагороди
- Значок «Відмінник народної освіти УРСР»